# جورح سالینگ
جورح سالینگ (انگلیسی: George Saling; ۲۴ ژوئیهٔ ۱۹۰۹ – ۱۵ آوریل ۱۹۳۳) دونده اهل ایالات متحده آمریکا بود.